# 秋山依里
秋山依里（日语：／，1989年12月26日—），原藝名秋山奈奈，日本模特兒、演員及歌手。出身自東京，隸屬BUGSY公司（バグジー）。童星出身，自幼經常擔任時裝雜誌模特兒。後來出演特攝作品《假面騎士響鬼》女角天美晶，人氣始增。身高155cm。

## 個人簡介
秋山奈奈本身是一名童星模特兒，因相貌可愛而被發掘，開始為一些少女時裝雜誌充當模特兒。2005年參與特攝作品《假面騎士響鬼》，出演威吹鬼的女弟子天美晶，大受歡迎，因而為人所熟悉。
2006年度高中畢業，不斷接拍廣告與及電視演出，知名度逐步提升。同年開始踏足歌唱之途，推出個人單曲作品。目前秋山奈奈正以演員為事業重心，同時亦以歌手及水著偶像的身份活躍於藝能界。擅長書法、演奏單簧管與及舞蹈，喜歡吃甜和辣的東西，家裡養了一隻名為「モモ（桃）」的貓。患有哮喘。
已於2010年7月和相差三歲以上的男性結婚，並於2011年4月生子。消息於2012年11月2日於自己的部落格公開，並且同時宣布改藝名為「秋山依里」。

## 演出紀錄

### 電視劇
- 假面騎士響鬼（2005年 - 2006年） - 飾演：天美あきら
- 佐藤四姊妹（2005年） - 飾演：佐藤奈々
- 恋する日曜日第12回（2005年） - 飾演：常盤ハル
- 東京少女之回転少女（2006年） - 飾演：井之原凜子
- 死神的歌谣（2007年） - 客串演出：藤浦トマト
- 恋する日曜日（第3輯）（2007年） - 飾演：山中きのこ
- 探偵学園Q第8話（2007年） - 飾演：帆華
- コスプレ幽霊 紅蓮女（2008年） - 飾演：本間響子
- 音女（2008年6月10日） - 飾演：佳乃
- 手機搜查官7（2008年8月6日） - 客串演出：五十嵐陽子
- 貓街（2008年9月26日） - 客串演出：惠美
- 假面騎士DECADE（2009年） - 客串演出：天美あきら、假面騎士天鬼

### 電台
- 秋山奈奈的小站（日语：まるごとステーション）（2006年7月） -　擔任DJ
- Cafe de CAMUS（日语：Café de CAMUS）（2006年10月 - 2007年3月） -　擔任助手
- 「秋山奈奈的Cafe de nana」（2007年7月）-　逢星期二深夜

### 電影
- 《假面騎士響鬼與七人的戰鬼》（2005年9月3日上映） - 飾演　鈴
- 《BS-i Creator Box - 恋する日曜日～アニー》 - 飾演　常盤ハル
- 《學校的階梯》（2007年4月28日上映） - 飾演　井筒奈美
- 《ガチバン》（2008年7月26日上映） - 飾演 北白川アヤ
- 《Fure Fure 少女》（預計2008年9月上映）[2] - 飾演　奈津子
- 《コードブレイカー507 上海圓舞曲》（預計2009年春季上映）
- 《Departed to the future》 - 飾演　KOTOKO（預計2009年3月25日上映）

### DVD
- DEATH FILE（2006年） - 飾演　木內葉子
- DEATH FILE2（2007年） - 飾演　木內葉子

|     | 名稱                     | 發賣日         | 規格 | 生產編號  | ISBN               |
| 1st | pupil                    | 2006年5月27日  | DVD  | WBDV-0010 | ISBN 4-8470-2934-8 |
| 2nd | Trip to…                 | 2007年3月14日  | DVD  | WBDV-0018 | ISBN 4-8470-2994-3 |
| 3rd | Light Bright             | 2007年12月19日 | DVD  | SSBX-2237 | ISBN               |
| 1st | StilL ProgresS DVD vol.1 | 2006年7月26日  | DVD  | VIBL-324  | ISBN               |
| 2nd | StilL ProgresS DVD vol.2 | 2007年3月21日  | DVD  | VIBL-378  | ISBN               |
| 3rd | StilL ProgresS DVD vol.3 | 2007年10月24日 | DVD  | VIBL-398  | ISBN               |

### 舞台演出
- 身邊的守護神（2008年2月1日～7日預定）

### 動畫配音
2008年
- 《屍姬 赫》（星村真姬那）

2009年
- 《屍姬 玄》（星村真姬那）

### 廣告
- 日產汽車「NISSAN 70th 新聞廣告」（2003年8月 - 12月）
- 住友林業「理想篇」「見習篇」（2003年10月 - 2004年9月）
- ネスレ日本「キットカット・車站編」（2004年10月 - 12月）
- 花王「エコナ」（2007年4月 - ）

### CD
|     | 發賣日         | 名稱               | 規格    | 生產編號                                  |
| 1st | 2006年7月26日  | 夜明け前           | 12 cmCD | VICL-36088                                |
| 2nd | 2006年11月22日 | オレンジ色         | 12 cmCD | VICL-36193（初回盤） VICL-36194（通常盤） |
| 3rd | 2007年2月14日  | さよならとはじまり | 12 cmCD | VICL-36206（初回盤） VICL-36207（通常盤） |
| 4th | 2007年9月19日  | 同じ星             | 12 cmCD | VICL-36339                                |
| 5th | 2008年10月1日  | 空を泳ぐさかな     | 12 cmCD | VICL-36463                                |

## 備註
1. ↑  .   [2012-11-02]. （原始内容存档于2016-08-12）.
2. ↑  電影官方網頁 （页面存档备份，存于）

## 外部連結
- ABPinc MEMBER 秋山奈奈官方網頁 - ABPinc
- xxx （页面存档备份，存于） - 秋山奈奈部落格（2010年9月啟用）
- StilL ProgresS instant memory from nana by Ameba （页面存档备份，存于） - 秋山奈奈部落格（2008年4月啟用）
- StilL ProgresS+ ～instant memory from *nana*～ - 秋山奈奈部落格（2008年4月以前）
- 秋山奈奈個人網頁 （页面存档备份，存于） - Victor Entertainment
- 秋山依里的Instagram帳戶
- 秋山依里的X（前Twitter）